# Caponina notabilis
Caponina notabilis är en spindelart som först beskrevs av Cândido Firmino de Mello-Leitão 1939.  
Caponina notabilis ingår i släktet Caponina och familjen Caponiidae. Inga underarter finns listade.